# Katie Gold
Katie Gold, née le 7 mars 1978 à Dallas, est une actrice pornographique américaine.

## Biographie
Elle est diplômée en "Arts Fashion Merchandising" 2002 à l'Université de Philadelphie. Elle arrête le X en 1999 après 3 récompenses pour ses performances et revient en 2003.

## Récompenses
- 1999 : XRCO award – Unsung Siren
- 1998 : AVN Award – Best Group Scene - Video for Gluteus to the Maximus
- 1999 : AVN Award Meilleur second rôle féminin dans une vidéo (Best Supporting Actress - Video) pour Pornogothic[2]

## Filmographie sélective
- Slutty Girls at School 2 (2011)
- Rocco's Reality IN Prague (2010)
- Butt Floss Chronicles (2009)
- Teen Cuisine Too (2008)
- Asstravaganza 4 (2007)
- Summer Heat (2006)
- Girly Girlz 2 (2005)
- Assfensive 2 (2005)
- Asseaters Unanimous 3 (2004)
- Katie Gold Exposed (2004)
- 18 Wild and Horny (2003)
- Shocking Confessions (2002)
- Clam Jumpers (2001)
- Charlie, Shay And Friends (2000)
- Violation of Katie Gold (1999)
- Femme 1 & 2 (1998)
- No Man's Land 22 (1998)
- Blowjob Fantasies 1 (1998)
- California Cocksuckers #4 (1998)
- Violation of Shay Sweet (1997)
- Blowjob Adventures of Dr. Fellatio 4 (1997)
- Lipstick Lesbians 4: Halloween (1997)